# Wolfgang Christian Fischer
Wolfgang Christian Fischer (* 7. Dezember 1942 in Greifswald) ist ein deutscher Volkswirt. Er war Professor für Volkswirtschaftslehre an der Universität Bremen.

## Leben
Fischer studierte Wirtschaftswissenschaften, Geschichte and Jura an der Universität des Saarlandes und der Universität Bonn. 1971 wurde er in Bonn zum Dr. rer. pol. promoviert mit einer Dissertation über „Sozial-ökonomische Aspekte der Entwicklung der privaten Hauswirtschaft“. Von 1975 bis zu seiner Emeritierung 2000 war er Universitätsprofessor an der Universität Bremen. Dort leitete er das Institut für Arbeits- und Konsumforschung. Er übernahm unter anderem Gastprofessuren an der University of Guelph und der University of San Francisco. Seit 1992 lehrt Fischer als Adjunct Professor an der James Cook University in der australischen Stadt Townsville.
Fischer forscht unter anderem in den Bereichen Haushaltswissenschaft, Volkswirtschaftspolitik, Verbraucherpolitik, Internationaler Handel und zu historischen Themen wie der Hyperinflation in der Weimarer Republik.

## Publikationen (Auswahl)
- Entwicklung der privaten Hauswirtschaft. Pädagogischer Verlag Burgbücherei Schneider, Baltmannsweiler 1982, ISBN 978-3-87116-212-1.
- Wolfgang Chr Fischer: German Hyperinflation 1922/23: a Law and Economics Approach. Josef EUL Verlag, Lohmar, Germany 2010, ISBN 978-3-89936-931-1.
- Wolfgang Chr Fischer: Street Markets: Small Business & Farmers' Perceptions in Australia & New Zealand. Josef Eul Verlag, 2004, ISBN 978-3-89936-253-4.
- Wolfgang Chr. Fischer, Peter Byron: Buy Australian Made. In: Journal of Consumer Policy. Band 20, Nr. 1, 1. März 1997, ISSN 1573-0700, S. 89–97, doi:10.1023/A:1006856704983.